# Устье Эльбы (департамент)
Устье Эльбы (фр. Bouches-de-l'Elbe) — административная единица Первой французской империи, располагавшаяся примерно на землях современных германских федеральных земель Нижняя Саксония, Шлезвиг-Гольштейн и Гамбург. Название департамента происходит от реки Эльба.
Департамент был создан 1 января 1811 года.
После разгрома Наполеона эти земли были разделены между королевством Ганновер, герцогством Саксен-Лауэнбург и вольными городами Гамбург и Любек.